# Лиможа
Ли́можа (фин. Lemusa) — деревня в Рабитицком сельском поселении Волосовского района Ленинградской области.

## История
Впервые упоминается в Писцовой книге Водской пятины 1500 года как сельцо Лемовжа в Покровском Озерецком погосте.
На карте Ингерманландии А. И. Бергенгейма, составленной по шведским материалам 1676 года, она обозначена как деревня Lemusa.
На шведской «Генеральной карте провинции Ингерманландии» 1704 года — как Lemousova.
Как деревня Ломаса она обозначена на «Географическом чертеже Ижорской земли» Адриана Шонбека 1705 года.
Деревня Леможи упомянута на карте Ингерманландии А. Ростовцева 1727 года.
На карте Санкт-Петербургской губернии Ф. Ф. Шуберта 1834 года упоминается деревня Лиможи, состоящая из 34 крестьянских дворов.

ЛЕПУЖИ — деревня принадлежит Логиновой, подполковнице, число жителей по ревизии: 92 м. п., 106 ж. п. (1838 год)

На этнографической карте Санкт-Петербургской губернии П. И. Кёппена 1849 года она обозначена как деревня «Lemusa», расположенная в ареале расселения савакотов. В пояснительном тексте к этнографической карте она записана как деревня Lemusa (Леможи, Лиможи) и указано количество её жителей на 1848 год: савакотов — 31 м. п., 43 ж. п., всего 74 человека, русских — 124 человека.
На карте профессора С. С. Куторги 1852 года деревня была обозначена, как Лиможи и насчитывала 34 двора.

ЛЕМОЖИ — деревня господ Хитрово, по просёлочной дороге, число дворов — 34, число душ — 88 м. п. (1856 год)

ЛЕМОЖИ (ЛИМОЖИ) — деревня владельческая при колодце, по левую сторону просёлочной дороги от с. Рожествена к казённой Изварской лесной даче, число дворов — 28, число жителей: 99 м. п., 97 ж. п. (1862 год)

В 1868—1869 годах временнообязанные крестьяне деревни выкупили свои земельные наделы у К. П. Веймарн и стали собственниками земли.

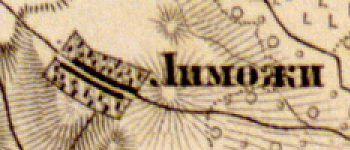
План деревни Лиможа. 1863 год

Согласно «Историческому атласу Санкт-Петербургской Губернии» 1863 года деревня называлась Лиможи.
В конце XIX — начале XX века деревня административно относилась к Сосницкой волости 2-го стана Царскосельского уезда Санкт-Петербургской губернии. Население деревни было смешанным — финско-русским.
К 1913 году количество дворов в деревне увеличилось до 41.
С 1917 по 1922 год деревня Лиможа входила в состав Лиможского сельсовета Сосницкой волости Детскосельского уезда.
С 1922 года в составе Запольского сельсовета.
С 1923 года в составе Троцкого уезда.
Согласно данным переписи населения СССР 1926 года в деревне Лиможи проживали 276 человек — большинство русские, а также финны. С 1926 года в составе Сосницкого сельсовета.
С 1927 года в составе Запольского сельсовета Волосовского района.
По данным 1933 года деревня называлась Лемоши и входила в состав Запольского сельсовета Волосовского района, кроме того в состав Запольского сельсовета входил хутор Лемоши.

Деревня Лиможа на карте 1934 года

Согласно топографической карте РККА 1934 года деревня насчитывала 41 двор.
Деревня была освобождена от немецко-фашистских оккупантов 28 января 1944 года.
С 1954 года в составе Волосовского сельсовета.
С 1963 года в составе Кингисеппского района.
С 1965 года вновь в составе Волосовского района. В 1965 году население деревни Лиможа составляло 103 человека.
По данным 1966 года деревня называлась Леможье и находилась в составе Волосовского сельсовета.
По данным 1973 года деревня называлась Леможа и также находилась в составе Волосовского сельсовета.
По административным данным 1990 года деревня называлась Лиможа и входила в состав Изварского сельсовета.
В 1997 году в деревне Лиможа проживали 42 человека, в 2002 году — 36 человек (русские — 91 %), в 2007 году — также 42.
В мае 2019 года Изварское сельское поселение вошло в состав в Рабитицкого сельского поселения.

## География
Деревня расположена в восточной части района на автодороге 41К-013 (Жабино — Вересть).
Расстояние до административного центра поселения — 1,5 км.
Расстояние до ближайшей железнодорожной станции Волосово — 7 км.
К югу от деревни протекает река Изварка, к северу — река Ветка.

## Демография
| 1862 | 2002 | 2007 | 2010 | 2017 |
| ---- | ---- | ---- | ---- | ---- |
| 196  | ↘36  | ↗42  | ↗51  | ↗55  |

### Национальный состав
Согласно данным Всероссийской переписи населения 2021 года в деревне проживали 52 человека, из них:
 русские — 48, французы — 3, азербайджанцы — 1 человек.